# Pens

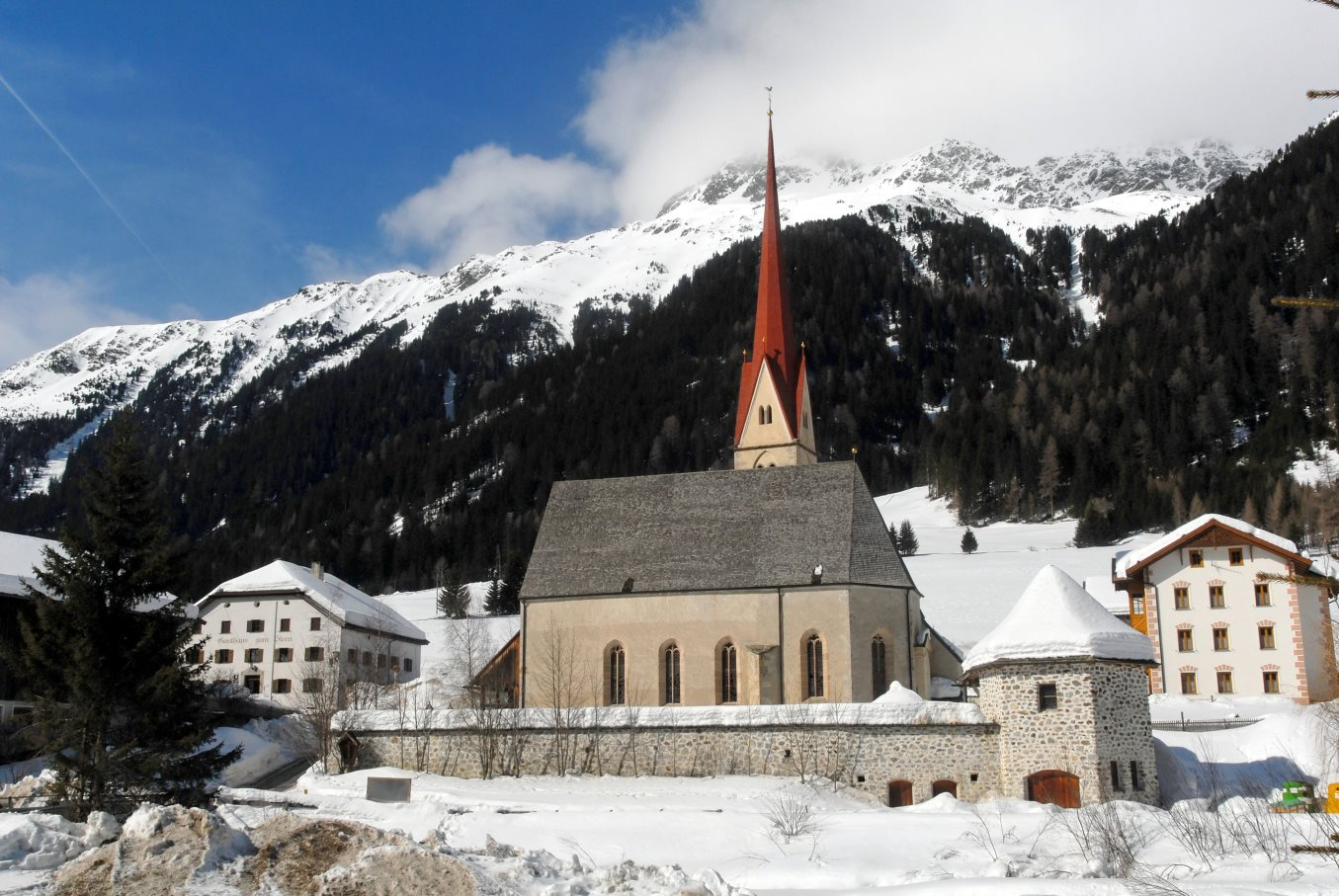
Das Ortszentrum von Pens im Winter

Pens (italienisch Pennes) ist eine Ortschaft mit etwa 400 Einwohnern in der Gemeinde Sarntal in Südtirol. Sie befindet sich im Talschluss des Sarntals, weswegen dessen oberster Abschnitt auch Penser Tal genannt wird. Das kleine Ortszentrum, Innerpens genannt, liegt auf rund 1450 m Höhe an der Talfer. Rund 2,5 km weiter taleinwärts befindet sich der Weiler Asten, rund 2 km talauswärts die Ortslage Außerpens. Umgeben ist die Siedlung von über 2000 m hohen Gipfeln der Sarntaler Alpen. Für den Kraftverkehr erschlossen ist sie durch die SS 508, wobei die von Bozen über Sarnthein heraufkommende Zufahrt ganzjährig befahrbar ist, die gegen Nordosten führende Passstraße über das Penser Joch (2211 m) hingegen nur einen saisonal nutzbaren Übergang ins Wipptal darstellt.
In Pens gibt es eine Reihe denkmalgeschützter Bauten, zu denen die Pfarrkirche St. Peter und Paul in Innerpens, die Kirche St. Johann im Walde in Außerpens sowie die Kapelle in Asten gehören. Zudem besteht in Pens eine deutsche Grundschule.

## Name
Der Ortsname ist ersturkundlich in einer Traditionsnotiz des hier begüterten Augustinerchorherrenstifts Neustift bei Brixen von ca. 1155–1172/73 als Bennis bezeugt. Der Herkunftsname Penser ist seit dem späten 13. Jahrhundert in Bozen mehrfach bezeugt.
Die Forschung führt den Ortsnamen auf urkeltisch *benna (‚Becken‘, ‚Korb‘) zurück. Benennungsmotiv war demnach die Form des Penser Tales.